# St. Thomas (Goslar)

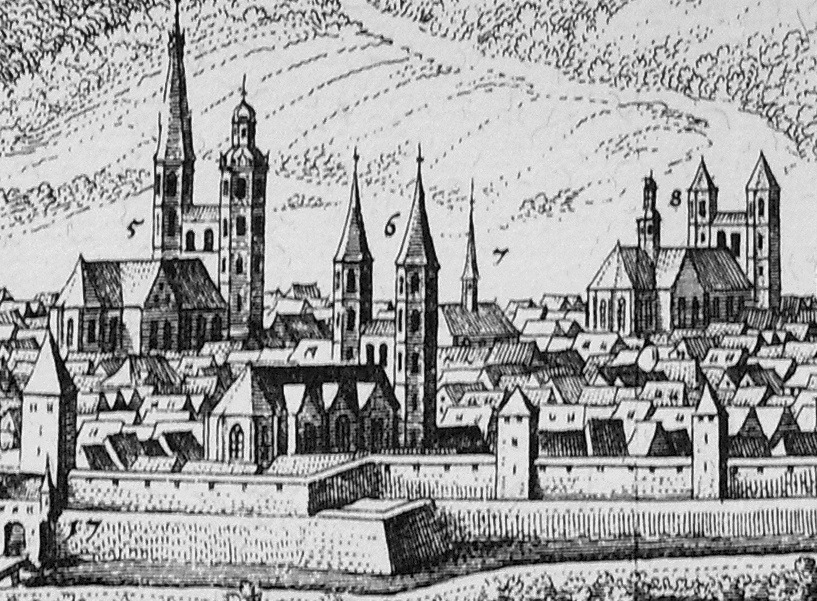
Die Thomaskirche (Nr. 7) östlich der Pfalzstiftskirche (Nr. 8); Merian 1653

St. Thomas war eine Kirche in Goslar, von der keine sichtbaren Reste erhalten sind. Der kleine Saalbau mit Dachreiter stand östlich der Stiftskirche St. Simon und Judas am Anfang der nach ihr benannten Thomasstraße.

## Geschichte
Die St.-Thomas-Kirche war die Pfarrkirche des Pfalzbezirks. Als solche ist sie 1275 erstmals erwähnt. Ihr Taufbecken aus dem 11. Jahrhundert, heute in der modernen St.-Johannes-Kirche in Goslar-Ohlhof, bezeugt jedoch ein weit höheres Alter. 
1524 war ein Streit um die Besetzung der Thomas-Pfarrstelle Anlass für die Ermordung des Stiftsdechanten Diedrich Rorbeck. Bei den Goslarer Unruhen 1527 wurde St. Thomas geplündert und die Bilder zerstört. Nach der Reformation und der Aufhebung des Pfalzstifts wurde sie der ehemaligen Stiftskirche („Dom“) als neuer Pfarrkirche zugeordnet. 
Anfang des 19. Jahrhunderts war sie profaniert und befand sich in Privatbesitz. Später wurde sie abgerissen.